# International Indian Film Academy Award
De International Indian Film Academy Awards, ook wel de Oscar van Bollywood genoemd, is een Indiase filmprijs die jaarlijks wordt uitreikt door de International Indian Film Academy. De prijs bestaat uit een beeld van ongeveer 45 cm dat de zon voorstelt en wordt uitgereikt in verschillende categorieën, waaronder: beste film, (muziek) regisseur, acteur, actrice en scenario. De uitreiking van de prijs vindt echter niet in India plaats, maar telkens in het buitenland in een ander land. Zo vond de uitreiking voor het eerst plaats in de Britse hoofdstad Londen in het jaar 2000. In 2005 vond de uitreiking van de IIFA-Awards in Amsterdam plaats in de Amsterdam ArenA.